# Rudolf Bemmann
Friedrich Rudolf Bemmann (* 7. Juni 1881 in Hamburg; † 21. Mai 1948 in Dresden) war ein deutscher Bibliothekar. Er ist neben Viktor Hantzsch der Begründer der Sächsischen Bibliographie.

## Leben
Er war der Sohn des Hamburger Kaufmanns Rudolf Bemmann († 1883) und dessen Ehefrau Elise, geborene Nacke († 1916). Nach dem Besuch des Gymnasiums studierte Rudolf Bemmann an der Universität Tübingen und wechselte dann auf die Universitäten Heidelberg, München und Leipzig, wo er Geschichte, Philosophie, Nationalökonomie und Kunstgeschichte studierte. 1906 promovierte er in Leipzig zum Dr. phil. Das Thema seiner Dissertation lautete Zur Geschichte des deutschen Reichstags im XV. Jahrhundert.
Im Jahre 1907 erhielt er eine Anstellung als städtischer Archivar in der preußischen Stadt Mühlhausen, wo er sich schnell in die Geschichte der früheren Reichsstadt einarbeitete. Als der Leiter der Stadtbibliothek von Mühlhausen, Reinhard Jordan (1847–1916) in den Ruhestand trat, übernahm Rudolf Bemmann in Personalunion gleichzeitig neben dem Stadtarchiv auch die Leitung der Stadtbibliothek. 1915 veröffentlichte er in der Publikationsreihe Neujahrsblätter der Provinz Sachsen 1915 die Schrift Die Stadt Mühlhausen in Thür. im späteren Mittelalter. Zu diesem Zeitpunkt hatte er jedoch bereits Mühlhausen verlassen, da er 1911 die Stelle eines wissenschaftlichen Hilfsarbeiters an der Königlichen Bibliothek in Dresden übernommen hatte. Im Jahr des Ausbruchs des Ersten Weltkrieges wurde Rudolf Bemmann zum Bibliotheksassistenten ernannt. Als solcher übernahm er die Aufgabe der Herausgabe und Fortsetzung der bereits ab dem Jahre 1900 von Viktor Hantzsch begonnenen Arbeiten zur Ordnung der „Bibliographie für die Sächsische Geschichte“. Der erste Halbband von Teil 1 dieser Reite erschien im Jahre 1918 bei Teubner in Leipzig und Berlin und beinhaltete neben einer allgemeiner Einführung Kapitel über Historische Landeskunde sowie allgemeine politische und Fürstengeschichte.
Am 1. Juni 1918 wechselte Rudolf Bemmann in Dresden von der Königlichen Bibliothek zur Ständischen Bibliothek, aus der im Freistaat Sachsen die Landtagsbibliothek hervorging. Die Sächsische Bibliographie wurde von der Sächsischen Landesbibliothek nach seinem Ausscheiden durch seinen Nachfolger Jakob Jatzwauk weitergeführt. Nebenamtlich unterstützte er dieses, von ihm begonnene umfangreiche Publikationsvorhaben und übernahm die Bearbeitung des 1932 erschienenen zweiten Teilbandes des dritten Bandes Ortsgeschichte selbst wieder in eigene Hand.
Zum 1. Februar 1934 folgte er dem Ruf als Abteilungsleiter im Stabsamt des Reichsbauernführers Walther Darré in Berlin. Er zog nach Berlin-Wannsee in das Haus Waldemarstraße 2. In dieser Zeit publizierte er u. a. die Aufsätze Raumpolitik und Volkspolitik oder Die deutsche Ostkolonisation. Bezeichnend ist auch sein 1939 im Blut und Boden Verlag von Hermann Haas in Goslar erschienenes Werk Rußland greift nach der Ostsee. Die russischen Herrschaftsgelüste im Ostseeraum seit Peter dem Großen.
Nach dem Ausbruch des Zweiten Weltkrieges kehrte er 1941 nach Dresden zurück, wo er die Funktion des stellvertretenden Direktors der Sächsischen Landesbibliothek übernahm.
1946 wurde in der Sowjetischen Besatzungszone sein 1939 erschienenes Werk Rußland greift nach der Ostsee auf die Liste der auszusondernden Literatur gesetzt.

### Familie
Rudolf Bemmann heiratete am 18. Mai 1916 Hilde, geborene Luckwald. Sie war die Tochter des Geheimen Regierungsrates Eugen Luckwald.

## Schriften (Auswahl)
- Zur Geschichte des deutschen Reichstags im XV. Jahrhundert, Leipzig 1907.
- Die Stadt Mühlhausen in Thür. im späteren Mittelalter (= Neujahrsblätter, Bd. 39). Hendel, Halle a. S. 1915, urn:nbn:de:bsz:14-db-id18961012160.
- E. T. A. Hoffmanns Beziehungen zu Dresden. In: Dresdner Geschichtsblätter 27 (1918), S. 120–129.
- Bibliographie der sächsischen Geschichte. Bd. 1. Landesgeschichte, Halbbd. 1 Allgemeines. Historische Landeskunde, allgemeine politische und Fürstengeschichte. Teubner, Leipzig/Berlin 1918.
- mit anderen Autoren: Gerhard Seeliger zum 60. Geburtstage. Dieterich, Leipzig 1920.
- Bibliographie der sächsischen Geschichte. Bd. 1. Landesgeschichte, Halbbd. 2 Verfassung, Recht und Verwaltung wirtschaftliche Verhältnisse, geistiges Leben, Kirche, Unterrichtswesen, Heerwesen. Teubner, Leipzig/Berlin 1921.
- (unter Mitwirkung von Jakob Jatzwauk): Bibliographie der sächsischen Geschichte. Bd. 2 Geschichte der Landesteile. Quelle & Meyer, Leipzig 1923.
- Aus dem Leben Johann Gottlob von Quandts. In: Neues Archiv für sächsische Geschichte und Altertumskunde 46 (1925), S. 1–45.
- (unter Mitwirkung von Jakob Jatzwauk): Bibliographie der sächsischen Geschichte. Bd. 3. Ortsgeschichte, Teilbd. 1 Allgemeines. Die einzelnen Orte: A-L (Außer Chemnitz, Dresden u. Leipzig). Quelle & Meyer, Leipzig 1928.
- Bücherverzeichnis des sächsischen Landtages, Bd. 1–3, Ergänzungsheft 1. Dresden 1928–1933.
- Bibliographie der sächsischen Geschichte. Bd. 3. Ortsgeschichte, Teilbd. 2 Die einzelnen Orte: M–Z. Quelle & Meyer, Leipzig 1932.
- 100 Jahre Sächsische Verfassung. Ein Führer durch die Verfassungsausstellung im Landtagsgebäude. [Landtagsbücherei], Dresden 1931.
- Raumpolitik und Volkspolitik. In: Walter Darré (Hrsg.): Odal. Monatsschrift für Blut und Boden 6 (1937), Heft 6 (Juni).
- Die deutsche Ostkolonisation. Bayern und Sachsen im Grenzkampf. In: Verband Deutscher Kolonialwirte (Hrsg.): Der Kulturpionier 38 (1938), Nr. 4.
- Rußland greift nach der Ostsee. Die russischen Herrschaftsgelüste im Ostseeraum seit Peter dem Großen. Blut und Boden Verlag Hermann Haas, Goslar 1939.
- Die litauischen Adelsbauern und Adelshöfe. In: Walter Darré (Hrsg.): Odal. Monatsschrift für Blut und Boden 11 (1942), Goslar.
- mit Edith Rothe: Bibliographie zur Geschichte der Stadt Leipzig. Verlag für Buch- und Bibliothekswesen, Leipzig 1957. OCLC 884806 [Ergänzung zu: Rudolf Bemmann und Jakob Jatzwauk: Bibliographie der sächsischen Geschichte, Bd. 3, Ortsgeschichte.]
- Dorothea Denecke (Bearb.): Bemmann, Rudolf: Bibliographie der sächsischen Geschichte, Bd. 4 Register, Teilbd. 1 Verfasserregister, geographisches Register, Personenregister. Zentralantiquariat, Leipzig 1973.

## Archivquelle
- Personalakte des Reichslandbundes 1934–1941 im Bundesarchiv